# 비국교도
비국교도(非國敎徒, English Dissenters)는 세계 성공회 공동체(Anglican Communion)에서 유일한 영국국교회인 영국성공회(church of England) 이외의 개신교 교파들을 말한다. 이들은 청교도들이 다수였던 영국 의회에서 1643년 폐지하였다가 1660년 영국 왕실 복원과 함께 복원된 성공회 기도서(The Book of Common Prayer)와 주교제에 반대하여 영국 성공회에서 분리된 청교도들이며, 1689년 관용법 제정으로 종교의 자유를 얻게 되었다. 관용법 당시 비국교도들은 영국 국민의 10 퍼센트였으며, 청교도들을 뿌리로 하는 장로교(주교제에 반대, 장로제를 주장), 침례교(Baptist), 회중교회(Congrationalism)가 이들의 대부분이었다. 그외 비국교도들로는 조지 폭스로부터 시작된 퀘이커가 있다. 하지만 기독교의 주요 교리인 삼위일체 교리에 반대하는 자들이나 로마 가톨릭 교도들은 관용법에서 제외되었다.

## 같이 보기
- 비국교회
- 청교도